# Kanton Balsas
Der Kanton Balsas befindet sich in der Provinz El Oro im Süden von Ecuador. Er besitzt eine Fläche von 69,6 km². Im Jahr 2020 lag die Einwohnerzahl schätzungsweise bei 9230. Verwaltungssitz des Kantons ist die Kleinstadt Balsas mit 4032 Einwohnern (Stand 2010). Der Kanton Balsas wurde am 23. Februar 1987 eingerichtet.

## Lage
Der Kanton Balsas befindet sich in den westlichen Ausläufern der Anden im Süden der Provinz El Oro. Entlang der südlichen Kantonsgrenze fließt der Río Puyango nach Westen und entwässert dabei das Kantonsgebiet. Die Fernstraße E50, die von der Provinz Loja zum Küstenhinterland führt, durchquert den Kanton und passiert den Hauptort Balsas.
Der Kanton Balsas grenzt im Norden und im Osten an den Kanton Piñas, im Süden an die Provinz Loja sowie im Westen an den Kanton Marcabelí.

## Verwaltungsgliederung
Der Kanton Balsas ist in die Parroquia urbana („städtisches Kirchspiel“)
- Balsas

und in die Parroquia rural („ländliches Kirchspiel“)
- Bellamaría

gegliedert.